# Emile Boreo
Emile Boreo (* 1885 in Polen; † 27. Juli 1951 in New York City, New York) war ein US-amerikanischer Schauspieler in Theater und Film. Bekannt wurde er in den 1930er Jahren durch seine Rollen in Kinofilmen wie The Street Singer oder Eine Dame verschwindet.

## Leben und Karriere
Der 1885 in Polen geborene Emile Boreo feierte bereits in den 1920er Jahren als Limehouse Actor am Broadway Erfolge in der Rolle des Pagliacci in Revuen wie Chauve Souris in der Parade of the Wooden Soldiers neben Nelson Keys. Er arbeitete als Komiker und Sänger im Varieté und begeisterte das Clubpublikum mit künstlerischen Liederabenden. Im Frühling 1940 spielte er sehr erfolgreich neben Lee J. Cobb, Lenore Ulric, Katherine Locke, Arnold Moss in zahlreichen Aufführungen des Bühnenstücks The Fifth Column von Ernest Hemingway am Broadhurst Theatre in New York City.
In England trat Emile Boreo nur in wenigen Filmen als Schauspieler in Erscheinung, unter anderem 1937 unter der Regie von Jean de Marguenat in dem Musical The Street Singer in der Rolle des Luigi an der Seite von Schauspielerkollegen wie Arthur Tracy, Arthur Riscoe, Margaret Lockwood oder Hugh Wakefield. Ein Jahr später besetzte ihn der Regisseur Alfred Hitchcock in seiner erfolgreichen Kriminalkomödie Eine Dame verschwindet, wo er erneut an der Seite von Margaret Lockwood agierte. Dort spielte er als Komiker den gestressten Hotelmanager Boris, der sich dem Umstand ausgesetzt sieht, internationale Gäste eines von einer Lawine verschütteten Zuges kurzfristig in seinem völlig überbelegten Hotel bewirten zu müssen.
In Edgar G. Ulmers Musikdrama Carnegie Hall sah man ihn 1947 in seiner letzten Rolle im Kino. Emile Boreo verstarb am 27. Juli 1951 in New York City.

## Filmografie (Auswahl)

### Kino
- 1937: The Street Singer
- 1938: Eine Dame verschwindet (The Lady Vanishes)
- 1947: Carnegie Hall

### Fernsehen
- 1937: Music-Hall Cavalcade: Stars of Yesterday and Today (Fernsehfilm)